# 宋江陣
宋江陣（臺灣話：Sòng-kang-tīn）是一種武術性質的藝陣，自中國福建閩南地區於明末清初流傳到台灣，大都流傳在嘉南平原以南，祭拜的主神是田都元帥，陣型自水滸傳故事演變而來，最為知名的是「八卦陣」。

## 歷史

### 源由
宋江陣來自中國福建閩南地區，其源由有多種說法，包括：源自《水滸傳》、是少林武學實拳派的一支、來自戚繼光鴛鴦陣、源自鄭成功的藤牌兵，或是中國福建漳泉地方自衛武力團練及清末臺南府城義民旗，學界比較同意的說法是師法戚繼光的「鴛鴦陣」演變衍化而來，名稱則由水滸傳而來。早期宋江陣因模仿水滸傳故事，是武打為主的宋江戲，後來演變成陣式，陣容人數不拘，通常以36人、72人為主，有「36天罡，72地煞」之稱，人數最多時可組到108人。

### 台灣發展
明末清初時宋江陣傳到臺灣，目前是臺灣漢族的民俗文化技藝，是廟會中最常見到的民俗陣頭。傳入台灣並沒有朝向戲劇型式的「宋江戲」發展，因台灣特殊的墾殖背景而回復到陣頭型態，成為有保護鄉里作用與意味的宋江陣。
台灣宋江陣大都流傳於嘉南平原以南的農村，並以臺南市、高雄市居多。早期是農村學習武藝的活動，日治時代因高壓統治，發展為以宗教活動、酬神娛人的武術表演性陣頭。國府來台後，在戒嚴時代發展空間受到限制，宋江陣則附著於廟宇，成為神佛駕前的藝陣。
高雄市內門區有五十四個民俗藝陣陣頭，其中宋江陣就有十八個，有「宋江陣的故鄉」之稱。
臺南市則集中於安南區、安定區、七股區、西港區、佳里區、麻豆區、學甲區、關廟區、龍崎區、玉井區,以及高雄市阿蓮區古亭一帶等地，其中於西港香的廟會活動中就超過16陣，並衍伸出宋江四陣，即宋江陣、金獅陣、白鶴陣、五虎平西陣。
另一個具百年歷史的宋江陣，則在屏東縣東港鎮，其下頭角宋江陣除了傳承完整的宋江陣出陣之陣形外，出陣時所有成員皆譜上宋江陣遠古主角的臉譜，並穿著仿遠古戰服，是該宋江陣的一大特色。

## 主神
宋江陣祭拜的主神是田都元帥，相傳是唐朝時泉州南安市人，名叫雷海青，是唐玄宗宮廷裡的著名樂師，掌管翰林院梨園子弟:29。田督元帥又俗稱「相公爺」或「宋江爺」:29，據說是宋江與相公的發音甚為接近，代代相傳的結果產生訛誤，就把相公爺誤解成宋江爺，當宋江陣出陣或收陣時都須加以膜拜。

## 隊形與陣型
宋江陣參加賽會繞境或遊行時，其行進隊伍成二列前進，鑼鼓在前引導，依序是旗斧及持十八般兵器的團員。執事者以丈二掛謝籃（其中置放香爐）跟隨在後。一面行走一面敲鑼打鼓。:64
宋江陣的傳統陣型，據傳來自小說《水滸傳》的人物「宋江」所使用的攻城武陣，陣型走位的陣法，以「太極圖」為基礎，演化出「十八套」，包括：龍吐耳、開四城門、走蛇泅、跳中尊、開斧、蛇脫殼、田螺陣、雙套、連環套、蜈蚣陣、排城、破城、跳城、交五花、四梅花、八卦陣、黃蜂結巢、黃蜂出巢，其中最為知名的是「八卦陣」。

## 外部連結
- 高雄內門宋江陣 （页面存档备份，存于）
- 臺南市政府文化局-臺南市藝陣資源網 （页面存档备份，存于）
- 傳統雜技主題知識網 （页面存档备份，存于）